# どったのセンセー?
『どったのセンセー?』（原題：What's Up Doc?, 1950年6月17日）は、ワーナー・ブラザースの短編アニメ『ルーニー・テューンズ』の作品のひとつで、バッグス・バニーの主演作品でもある。

## 作品内容
共同通信社の社員から生い立ちについて聞かれたバッグスは、すぐに自身の過去を振り返った。彼はウサギでありながらなぜか人間社会に生まれる。その後親に買って貰ったピアノですぐに才能を発揮し、様々なショーで活躍する。バッグスにとてつもない量の依頼がくるがその中の一つは有名企業のショーであった。普段はコーラスであったがある時役者が病気で休んだため、バッグスが代役を演じるものの失敗しコーラスに戻され不満を持ったためそのまま辞めた。
ある時大スターであるエルマー・ファッドに「私と共にショーをしないか」と誘われ受ける。最初はエルマーの引き立て役であったがニューヨークでのショーの際役を変えることになった。なんとか歓声を挙げることには成功したが、エルマーに銃を向けられたため苦し紛れに「どったのセンセー？」と言うがこれが大ウケしそれ以降バッグスの定番ネタとなる。その後は、ワーナー・ブラザースと契約する。
電話を切ったバッグスは初出演となる映画の撮影に向かう。ところがその役柄はコーラスであった。

## 備考
- 今作は、キャラクターとしてのバッグスのプロフィールが明かされ、以降は基本設定として定着している。
- 本作はルーニー・テューンズの音楽担当だったカール・スターリングが作曲した「What's Up Doc?」という歌（作中ではワーナー所属後のバッグスとエルマーがミュージカル風に披露）が元になって制作された。
- 幼少期のバッグスが玩具のピアノで弾いた曲は、ハンガリー狂詩曲の第二番。
- ショービジネスの不況のシーンで、仕事を無くしたバッグスと共に、アル・ジョルソン、ジャック・ベニー、ビング・クロスビー、エディ・カンターが当時の本人そっくりの姿で登場している。
- 本作でのみエルマーの設定が変更されている。